# Nymphicula albibasalis
Nymphicula albibasalis är en fjärilsart som beskrevs av Yutaka Yoshiyasu 1980. Nymphicula albibasalis ingår i släktet Nymphicula och familjen Crambidae. Inga underarter finns listade i Catalogue of Life.